# كيلدير (ويسكونسن)
كيلدير (بالإنجليزية: Kildare, Wisconsin)‏ هي بلدة تقع بولاية ويسكونسن في الولايات المتحدة. تبلغ مساحتها 73.1 (كم²)، وترتفع عن سطح البحر 268 م، بلغ عدد سكانها 557 نسمة في عام 2000 حسب إحصاء مكتب تعداد الولايات المتحدة وتصل الكثافة السكانية فيها 7.7 نسمة/كم2.

## وصلات خارجية
- http://www.kildaretownship.com/
- The US50 - Cities and Towns in Wisconsin State
- Wisconsin Cities and Towns, Facts, Map, Flag, Colleges, Government, and More